# Reticolo esagonale compatto

Rappresentazione della cella EC

Il reticolo esagonale compatto (o reticolo EC) è una disposizione regolare di punti nello spazio ed è anche uno dei 14 reticoli di Bravais, in quanto non appare lo stesso da tutti i punti di osservazione del reticolo. Può essere descritto da un reticolo di Bravais esagonale (appartenente al sistema esagonale) e una base biatomica.